# Saint-Ouen-de-Thouberville
Saint-Ouen-de-Thouberville is een gemeente in het Franse departement Eure (regio Normandië). De plaats maakt deel uit van het arrondissement Bernay. Saint-Ouen-de-Thouberville telde op 1 januari 2022 2.426 inwoners.

## Geografie
De oppervlakte van Saint-Ouen-de-Thouberville bedroeg op 1 januari 2022 6,32 vierkante kilometer; de bevolkingsdichtheid was toen 383,9 inwoners per km².

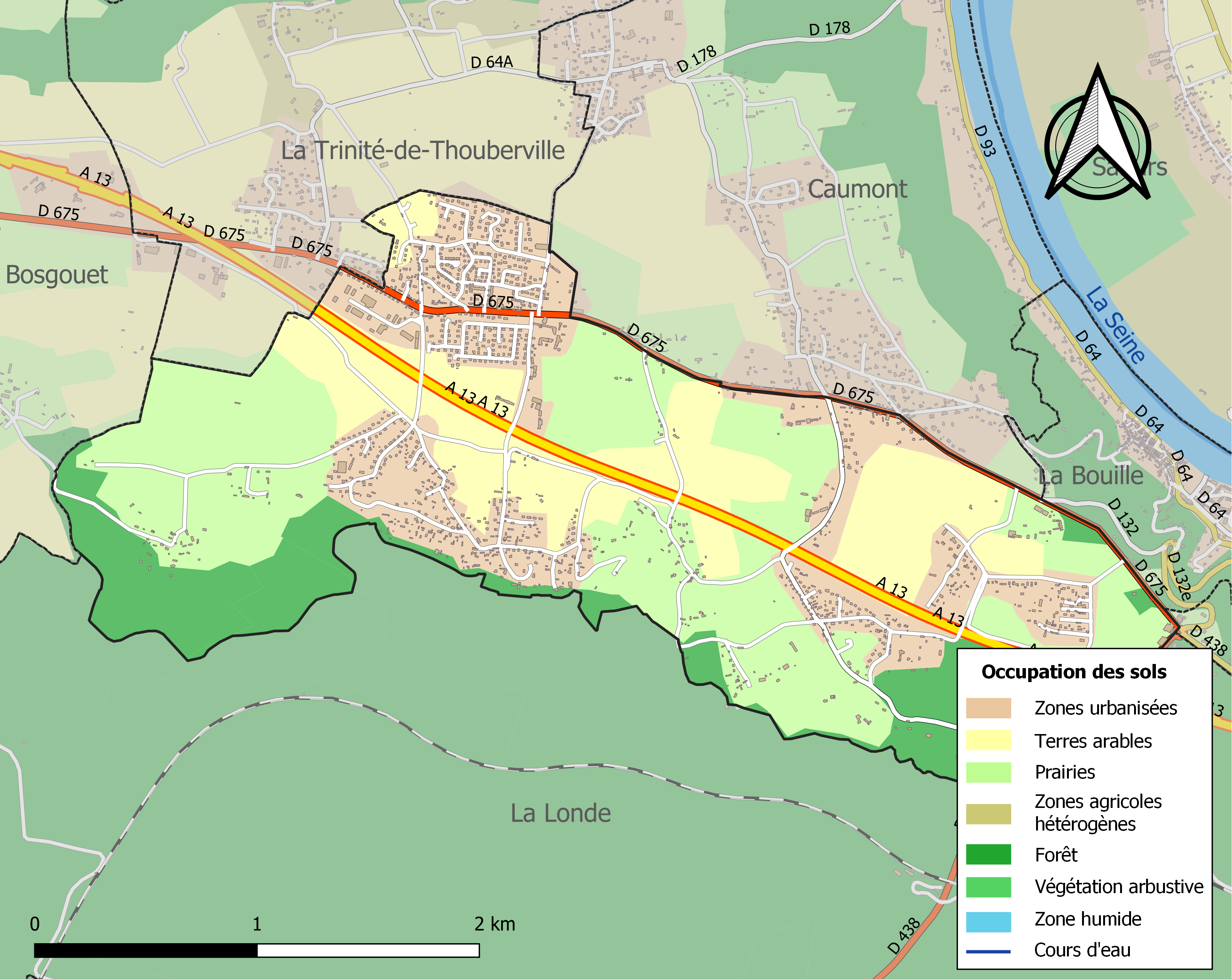
Kaart van de gemeente met belangrijkste infrastructuur, bodemgebruik en omliggende gemeenten

## Demografie
Onderstaande figuur toont het verloop van het inwonertal (bron: INSEE-tellingen).